# Minettia univittata
Minettia univittata är en tvåvingeart som först beskrevs av Daniel William Coquillett 1904.  Minettia univittata ingår i släktet Minettia och familjen lövflugor. Inga underarter finns listade i Catalogue of Life.